# Budget du gouvernement du Québec de 2010
Lire en ligne

Budget 2010-2011

Budget de dépenses

2009 2011
Le budget du gouvernement du Québec de 2010 s'appliquant à l'année fiscale 2010-2011 est présenté par Raymond Bachand le 30 mars 2010 à l'Assemblée nationale. C'est le premier exposé budgétaire de Raymond Bachand et le deuxième de la 39e législature du Québec.

## Contexte
Le budget est présenté 11 mois après la démission de Monique Jérôme-Forget de ses fonctions de ministre des Finances et de députée de Marguerite-Bourgeoys. Raymond Bachand est nommé ministre des Finances à sa place, en plus de conserver ses fonctions de ministre du Développement économique, de l'Innovation et de l'Exportation jusqu'au 23 juin 2009.

## Principales mesures

### Impôt sur le revenu
Le budget propose que certains crédits d'impôts destinés aux particuliers, versés sur une base trimestrielle, le soient désormais sur une base mensuelle. La mesure concerne:
- Le crédit d'impôt pour frais de garde d'enfants ;
- La prime au travail.

#### Crédit d'impôt pour la solidarité
Le budget annonce la refonte des mesures fiscales en faveur des ménages à faibles revenus. Les crédits suivant sont abolis et remplacé par un crédit nouveau à partir de juillet 2011, le crédit d'impôt pour la solidarité:
- Le crédit d'impôt pour la TVQ ;
- Le remboursement d'impôts fonciers ;
- Le crédit d'impôt pour les villages nordiques.

Le nouveau crédit doit être versé sur une base mensuelle,, et un crédit d'impôt spécial est prévu pour les allocataires de l'aide financière de dernier recours pour l'année 2010 et les six premiers mois de 2011,.

### Contribution santé
Le budget annonce la création de la contribution santé qui est une contribution supplémentaire à l'impôt sur le revenu des particuliers destiné à financer le système de santé. La contribution, d'un montant fixe non affecté par le revenu du contribuable, est redevable par tout contribuable âgé de 18 ans ou plus, sauf si leur revenu est inférieur à un seuil d'exemption. Le montant de la contribution est fixé à,:
- 25 $ en 2010[note 4];
- 100 $ en 2011 ;
- 200 $ en 2012.

Les revenus générés par la taxe sont attribués à un fonds spécial, le FINESS qui est créé à l'occasion, et non au budget général,.

### Taxe de vente du Québec
Lors du budget précédent, le gouvernement avait annoncé le passage de la taxe de vente du Québec (TVQ) de 7,5 à 8,5 % au 1er janvier 2011. Cette hausse est maintenue et le budget annonce une hausse supplémentaire à 9,5 % au 1er janvier 2011.

### Autres mesures

#### Électricité
Le budget annonce que le prix du bloc patrimonial d'électricité est relevé d'un 1 cent par kilowattheure entre 2014 et 2018 - soit une hausse prévue de 3,7 % par an sur cette période.

#### Taxe sur les carburants
Le budget annonce que la taxe sur les carburants est haussé d'un centime par litre à chaque 1er avril pour les années 2010 à 2013 (incluse).

#### Administration gouvernementale
Le budget annonce des mesures d'économies tel que l'absorption de la Corporation d'habitation du Québec par la Société immobilière du Québec pour réaliser 6 millions de dollars d'économies.

## Réactions

### Monde politique
Tant le Parti québécois (qui forme alors l'opposition officielle), que l'Action démocratique critiquent fermement le budget et notamment les hausses de taxes et de tarifs qu'il contient. Le chef de l'ADQ Gérard Deltell déclare même qu'il s'agit du « budget le plus choquant de l'histoire du Québec ».
Françoise David, présidente de Québec solidaire, parle de « budget de l'injustice [...] taillé sur mesure pour l'entreprise privée et pour les contribuables les plus riches » et fossoyeur de la solidarité sociale, notamment à travers la contribution santé et les hausses de tarifs annoncées.

### Médias
Les chroniqueurs de La Presse accueillent le budget avec une certaine circonspection. Si Sophie Cousineau souligne qu'« aucun ministre des Finances avant Raymond Bachand n'a eu le courage de s'attaquer à autant de vaches sacrées », elle point le risque de grogne causé par les hausses d'impôts et de taxes. L'éditorial de Vincent Marissal pointe également le courage des constats et efforts contenus dans le budget mais pointe le risque de rejet dans un contexte de faible confiance envers le gouvernement. Claude Picher reste également sceptique sur la capacité du gouvernement à atteindre ses cibles au niveau des dépenses et de la lutte contre la fraude fiscale.
La chronique de Michel David dans Le Devoir reprend la même analyse, pointant l'audace du budget (qu'il qualifie d'« inspiration adéquiste ») mais le risque de ne pas réussir à tenir les objectifs de dépenses et le risque de rejet des mesures du budget par la population dans un contexte de forte impopularité. Il pointe également que l'importance des changements proposés permet au gouvernement de recentrer le débat sur des questions budgétaires plutôt que sur des enjeux et affaires de corruption.

### Autres groupes
Les groupes patronaux et chambres de commerce saluent le budget et la trajectoire de retour à l'équilibre budgétaire,.
Le maire de Montréal Gérald Tremblay applaudit le budget qui désigne Montréal comme métropole, le droit à la Communauté métropolitaine d'imposer une taxe sur l'essence pour diversifier ses revenus et un soutien accru au Fonds de développement de la métropole.